# Dr. Kildare: Sein erster Fall
Dr. Kildare: Sein erster Fall (Originaltitel: Young Dr. Kildare) ist ein US-amerikanisches Filmdrama in schwarz-weiß aus dem Jahr 1938. Regie führte Harold S. Bucquet. Das Drehbuch adaptierten Harry Ruskin und Willis Goldbeck nach der Geschichte Young Dr. Kildare von Max Brand, die dieser 1941 als Roman veröffentlichte. Die Hauptrollen spielten Lew Ayres und Lionel Barrymore. Dr. Kildare: Sein erster Fall ist der erste Film der Dr. Kildare-Serie von Metro-Goldwyn-Mayer.

## Handlung
Dr. James Kildare kehrt nach dem erfolgreichen Abschluss seines Medizinstudiums in seine Heimatstadt Dartford (Connecticut) zurück. Die Hoffnung seiner Eltern, Stephen und Martha Kildare, sowie seiner Jugendfreundin Alice Raymond, er würde in der Praxis seines Vaters arbeiten, werden enttäuscht; er wird im Blair General Hospital in New York als Arzt im Praktikum anfangen.
Die neuen Ärzte werden von dem Klinikleiter Dr. Walter Carew und dem im Rollstuhl sitzenden Diagnostiker Dr. Leonard Gillespie begrüßt. Dabei fordert Dr. Gillespie die jungen Ärzte auf, ihn zu diagnostizieren, was nur Dr. Kildare wagt. Er kommt zu dem Ergebnis, Dr. Gillespie habe Krebs und nur noch ein Jahr zu leben. Dieser reagiert abweisend darauf, er wird den jungen Arzt aber im Auge behalten. Eines Tages wird Dr. Kildare in eine Bar gerufen. Ein anscheinend betrunkener Mann ist dort zusammengebrochen. Dr. Kildare untersucht ihn kurz und erkennt ein medizinisches Problem, wird aber bald zu einem dringenderen Notfall gerufen. Daher schickt er den Sanitäter Joe Wayman mit dem Mann ins Krankenhaus und weist ihn an, den Patienten auf dem Weg mit Sauerstoff zu versorgen. Wayman ignoriert jedoch die Anweisung, und der Patient, ein prominenter Politiker, stirbt deswegen. Dies wird Dr. Kildare zur Last gelegt. Er verzichtet darauf, Wayman die Schuld zu geben, da dieser seinen Job verlieren würde. Der dringendere Notfall erweist sich als Selbstmordversuch einer jungen Frau. Dr. Kildare kann sie nur mit Mühe reanimieren. Es stellt sich heraus, dass es sich um Barbara Chanler handelt, das einzige Kind des Millionärs Robert Chanler. Nach einem weiteren Selbstmordversuch diagnostiziert der renommierte Psychiater Dr. Lane-Porteus Schizophrenie bei ihr. Dr. Kildare zweifelt an dieser Diagnose, weil Barbara ihm gegenüber hat durchblicken lassen, dass sie aus anderen Gründen handelte. Er hat ihr versprochen, das für sich zu behalten. Dr. Carew besteht aber darauf, zu erfahren, was Dr. Kildare weiß. Als der sich weigert, suspendiert er ihn.
In einer Bar trifft Dr. Kildare überraschend auf Alice, die zusammen mit seinen Eltern nach New York gekommen ist. Ihr gegenüber deutet er an, er werde wohl bald nach Dartford zurückkehren. Auch wenn er dies seinen Eltern, die dazukommen, nicht sagt, bemerkt seine Mutter seine Niedergeschlagenheit und ermuntert ihn, seinem Gewissen zu folgen. Daher ermittelt er, was Barbara an dem betreffenden Abend zugestoßen ist. Sie ist alleine in einen Nachtclub gegangen und hat dort etwas viel getrunken. Zudem wurde sie von einem Albert Foster unter Drogen gesetzt, weil er ihre Lage ausnutzen wollte. Als dieser sie mit in seine Wohnung genommen hat, merkte er aber, wer sie ist, und schickte sie aus Angst vor ihrem Vater zurück auf die Straße. Als sie dort wieder zu sich kam, befürchtete sie das Schlimmste und versuchte deshalb, sich umzubringen. Nachdem Dr. Kildare dies Barbara Chanler mitgeteilt und dabei geholfen hat, ihre geistige Gesundheit nachzuweisen, wird sie als geheilt entlassen. Dr. Kildare dagegen wird von Dr. Carew, der nichts von Dr. Kildares Beteiligung an der Sache weiß, gekündigt. Dr. Gillespie dagegen ahnt, was passiert ist und fragt bei Barbara Chanler nach. Er erkennt, dass Dr. Kildare der Nachfolger, nach dem er schon lange sucht, werden könnte und stellt ihn als seinen Assistenten ein.

## Hintergrund

### Vorgeschichte
Die erste Verfilmung der Dr.-Kildare-Geschichten von Max Brand wurde 1937 von Paramount unter dem Titel Interns Can’t Take Money (deutsch Assistenzarzt Dr. Kilder) veröffentlicht. Die Hauptrollen spielten Joel McCrea als Dr. Kildare und Barbara Stanwyck. Da dieser Film aber eher ein Kriminalfilm war und die Rolle des Dr. Kildare eher an einen Kämpfer gegen das Verbrechen erinnerte als an einen Arzt, war der Film nicht besonders erfolgreich. So konnte MGM sich schon relativ kurz danach die Rechte an den Geschichten sichern. Dabei sagte Max Brand zu, bei der Entwicklung der Figuren und Geschichten mitzuwirken.

### Besetzung und technischer Stab
Dr. Kildare: Sein erster Fall war für Harold S. Bucquet der erste abendfüllende Film als Regisseur. Die Atmosphäre zwischen den Hauptdarstellern Lew Ayres und Lionel Barrymore war von Anfang an sehr gut, auch hinter der Kamera. Daher beschloss MGM schon früh eine Fortsetzung der Serie. So konnte am Ende des Films eine Szene mit den beiden Hauptdarstellern gezeigt werden, in der sie eine Serie von Dr. Kildare-Filmen ankündigten.
Für das Szenenbild in Dr. Kildare: Sein erster Fall waren Cedric Gibbons und Malcolm Brown sowie Edwin B. Willis verantwortlich.

### Dreharbeiten
Dr. Kildare: Sein erster Fall wurde zwischen dem 5. und dem 28. September 1938 produziert. Gedreht wurde in den Studios von MGM.

### Synchronisation
Die Synchronisation von Dr. Kildare: Sein erster Fall wurde 1991 von der Interopa Film GmbH in Berlin durchgeführt. Die Dialogregie lag bei Hagen Mueller-Stahl, das Dialogbuch stammte von Katrin Blass.
| Rolle                 | Schauspieler     | Synchronsprecher        |
| --------------------- | ---------------- | ----------------------- |
| Dr. James Kildare     | Lew Ayres        | Udo Schenk              |
| Dr. Leonard Gillespie | Lionel Barrymore | Hans W. Hamacher        |
| Alice Raymond         | Lynne Carver     | Eva Kryll               |
| Joe Wayman            | Nat Pendleton    | Detlef Bierstedt        |
| Barbara Chanler       | Jo Ann Sayers    | Petra Barthel           |
| Dr. Steve Kildare     | Samuel S. Hinds  | Friedrich W. Bauschulte |
| Martha Kildare        | Emma Dunn        | Christel Merian         |
| Dr. Walter Carew      | Walter Kingsford | Jürgen Thormann         |
| John Hamilton         | Truman Bradley   | Leon Boden              |
| Robert Chanler        | Pierre Watkin    | Gerd Holtenau           |
| Mrs. Chanler          | Nella Walker     | Hannelore Schüler       |
| Sally Green           | Marie Blake      | Margot Rothweiler       |

### Erstaufführung
Dr. Kildare: Sein erster Fall wurde am 14. Oktober 1938 in New York City uraufgeführt. Es war der erste Film von Metro-Goldwyn-Mayer, der in der Radio City Music Hall uraufgeführt wurde. Die deutsche Erstaufführung war am 3. Juni 1991 im Fernsehprogramm der ARD.

## Rezeption

### Kritiken

#### Zeitgenössische Kritiken
Die zeitgenössischen Kritiker fanden fast durchgehend Lob für Dr. Kildare: Sein erster Fall. Frank S. Nugent fand den Film in seiner Kritik in der The New York Times sehr gut, ein Urteil, dem sich die Variety anschloss, während der Kritiker von Harrison’s Reports ihn eher faszinierend fand. Besonders hervorgehoben wird, dass der Film ruhig in Ton und Darstellung und frei von den Klischees der meisten Ärztedramas sei, beziehungsweise fast völlig frei von dem Getue, dass um die Medizin gemacht werde und diese auch nicht kritisiere, sondern einfach gut recherchiert. Bei Harrison’s Reports heißt es dazu, dass die Romantik im Film minimiert sei, was aber zur Geschichte passe. Zwar möge das Ende aus romantischer Sicht enttäuschend sein, es sei aber das einzig logische.
Lew Ayres und Lionel Barrymore füllen ihre Rollen hervorragend aus. Gelobt werden aber auch Lynne Carver, Jo Anne Sayers, Samuel S. Hinds, Emma Dunn und Nat Pendleton für ihre Leistungen. Zudem sei das Drehbuch wie auch die Regie sehr gut. Auch die Effekte und die Bauten werden gelobt, mit Hinweis auf die geringen Kosten. John Kinloch vom California Eagle hebt besonders die Leistungen von Lew Ayres und Lionel Barrymore hervor.

#### Moderne Kritiken
Modernere Quellen scheinen den Film nur ungern zu beurteilen. Zumindest beschränkt sich das Lexikon des internationalen Films genauso auf eine kurze Inhaltsangabe und eine kurze allgemeine Bemerkung wie Leonard Maltin in seinem Buch. Auch bei Allmovie fehlt jegliche Beurteilung des Films, und bei Rotten Tomatoes findet sich keine einzige moderne Kritik.
Paul Mavis weist in seiner Kritik darauf hin, dass der Dr. Kildare: Sein erster Fall als erster Film der Reihe mehr Zeit auf die Einführung verwenden müsse, doch mit dem Auftritt von Lionel Barrymore an Fahrt aufnehme. Barrymore gehe mit seinen Auftritten immer an die Grenze, könne sich das aber leisten, weil er auch immer sehr witzig sei. Insgesamt ein solider Anfang der Reihe. Sanderson Beck findet den Film ergreifend und Lionel Barrymores Leistung herausragend. Cinema meint nur: „Altmodischer Vorfahre von ‚ER‘ & Co.“

### Einspielergebnis
Bei Produktionskosten von 199.000 US-Dollar spielte Dr. Kildare: Sein erster Fall einen Gewinn von 367.000 Dollar ein.

### Folgen
Dr. Kildare: Sein erster Fall war der erste Film einer Reihe von 15 Filmen, zunächst neun Dr.-Kildare-Filme und, nachdem Lew Ayres die Serie verlassen hatte, bis 1947 weitere sechs Filme mit Dr. Gillespie als Hauptfigur. In diesen Filmen konnten sich vielversprechende Nachwuchsschauspieler von MGM wie Ava Gardner, Lana Turner, Red Skelton oder Donna Reed zeigen.
1949 traten Lew Ayres und Lionel Barrymore wieder zusammen in The Story of Dr. Kildare im Radio auf. Zudem lief von 1961 bis 1966 die Fernsehserie Dr. Kildare mit Richard Chamberlain und Raymond Massey für 191 Folgen in fünf Staffeln und 1972 die Serie Young Dr. Kildare mit Mark Jenkins und Gary Merrill.
Der Film- und Fernsehhistoriker Paul Mavis meinte zu den Dr.-Kildare-Filmen, sie hätten einen Stil beziehungsweise eine „Formel“ entwickelt, die auch in relativ neuen Fernsehserien wie Emergency Room, Dr. House oder Grey’s Anatomy zu sehen sei.